# Karl Biedermann (Widerstandskämpfer)

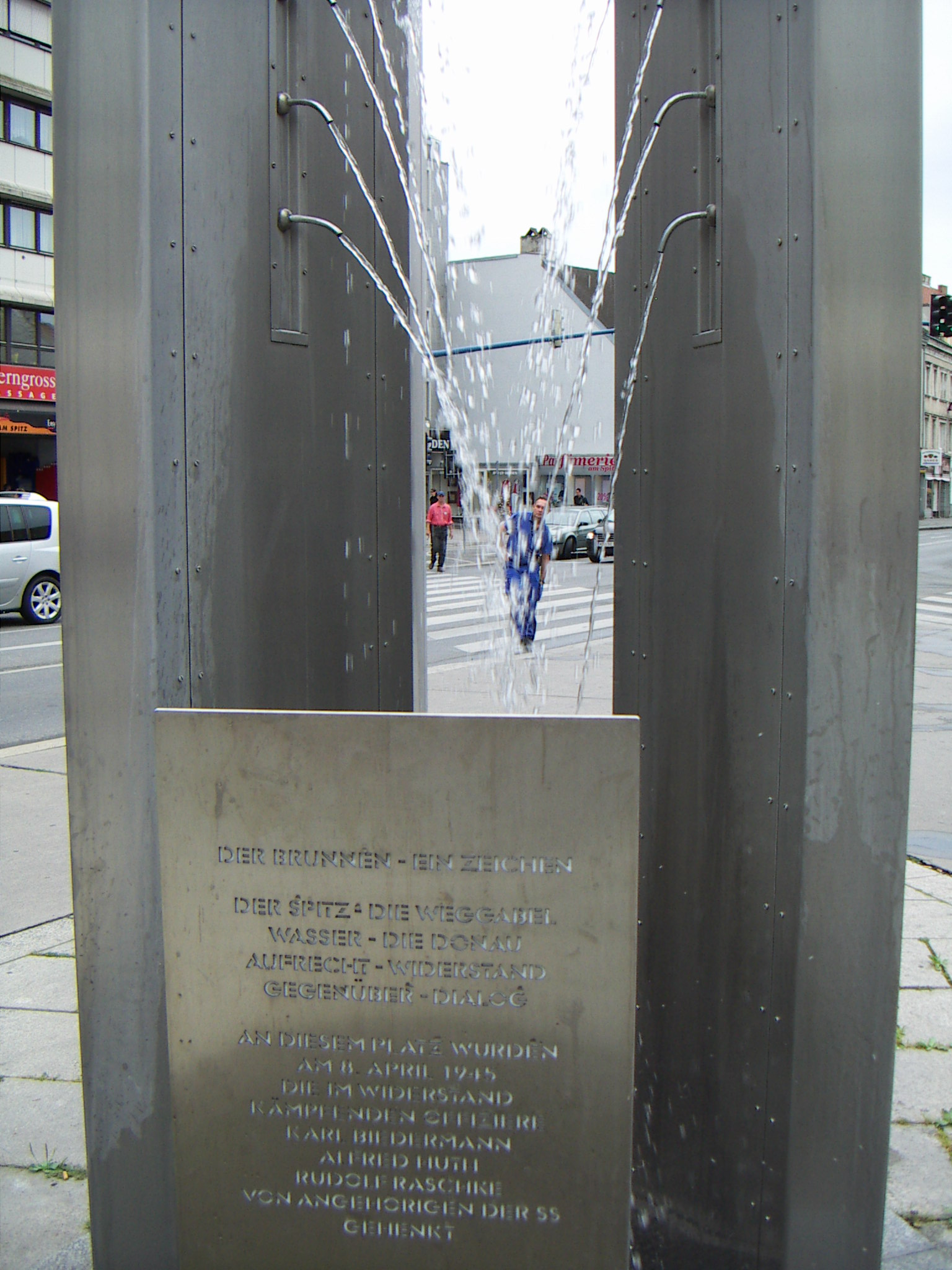
Denkmal in Floridsdorf

Karl Biedermann (* 11. August 1890 in Miskolc, Königreich Ungarn, Österreich-Ungarn; † 8. April 1945 in Wien) war Kommandant der österreichischen Heimwehr, Major der deutschen Wehrmacht und Angehöriger des militärischen Widerstands gegen den Nationalsozialismus.

## Leben

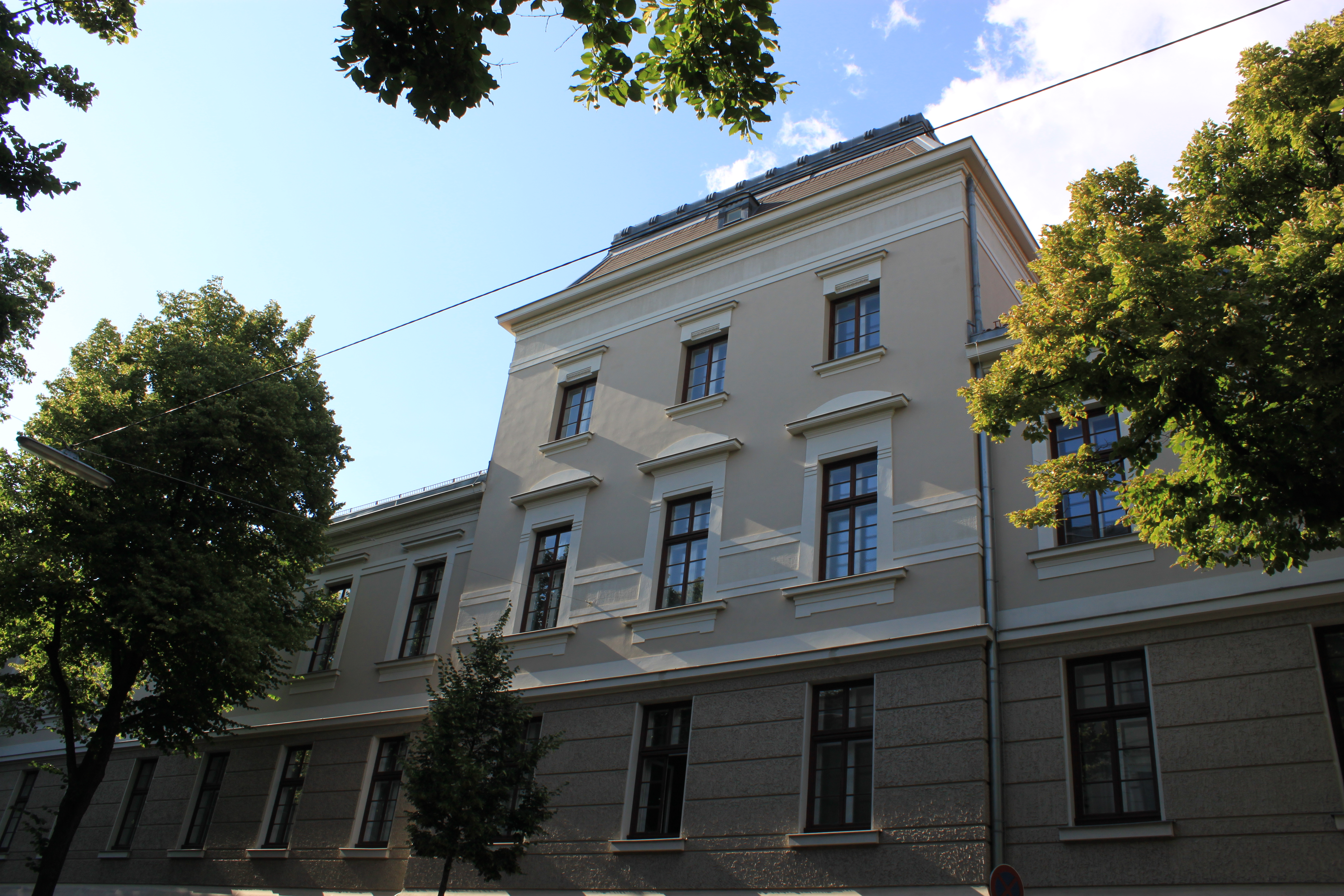
Biedermann-Huth-Raschke-Kaserne in Wien-Penzing

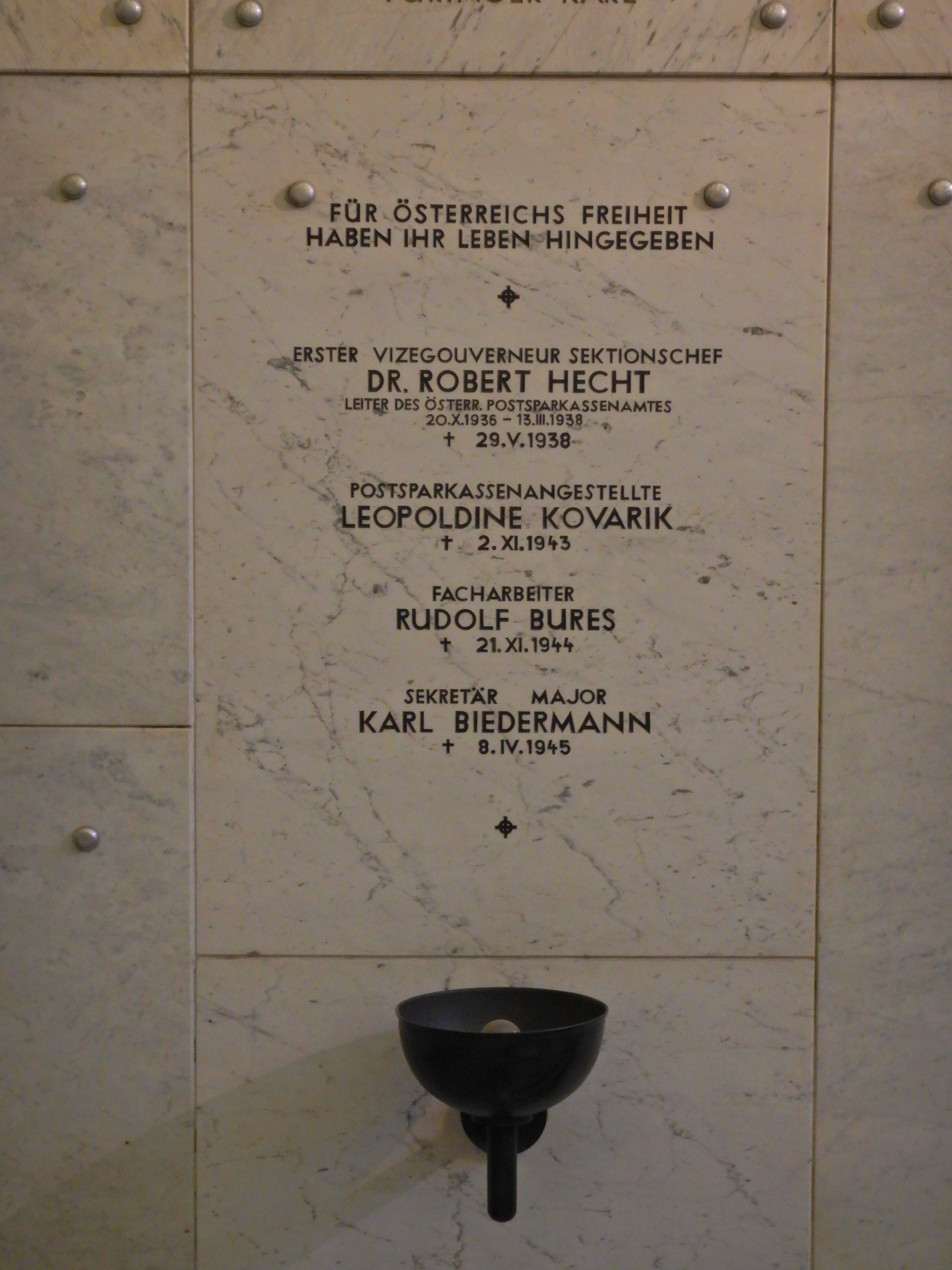
Gedenktafel im Gebäude der Österreichischen Postsparkasse

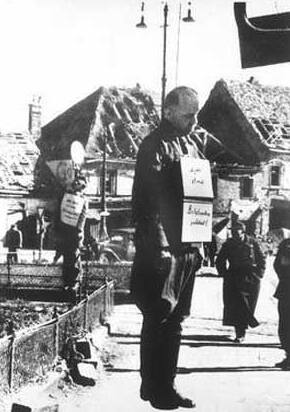
Karl Biedermann nach seiner Hinrichtung

Nach dem Besuch der Kadettenschule in Traiskirchen diente Karl Biedermann von 1910 an in der k.u.k. Armee. Im Ersten Weltkrieg war er von 1914 bis 1918 Frontoffizier. Zwei Jahre nach Kriegsende wurde er aus dem Militärdienst im Rang eines Hauptmannes entlassen. Im Zivilberuf war er Beamter der Österreichischen Postsparkasse. Von 1928 bis 1936 gehörte Biedermann der Heimwehr an. Im Februar 1934 war Biedermann Kompaniekommandant des Freiwilligen Schutzkorps, einer Hilfstruppe der Polizei. Im Februar 1934 war er während des Österreichischen Bürgerkrieges als Bataillonskommandant führend an der Eroberung des Wiener Karl-Marx-Hofes beteiligt. Biedermann gehörte der NSDAP in Österreich als illegales Mitglied an.
Nach dem Anschluss Österreichs an das Deutsche Reich im März 1938 trat Biedermann in die deutsche Wehrmacht ein. 1940 wurde er zum Major befördert. Im Zweiten Weltkrieg nahm er am Westfeldzug, am Balkanfeldzug und am Krieg gegen die Sowjetunion teil. 1943 wurde er zum Kommandeur der Heeresstreifenabteilung Groß-Wien ernannt.
Biedermann schloss sich der von Major Carl Szokoll geleiteten Widerstandsgruppe österreichischer Angehöriger der Wehrmacht innerhalb des Wehrkreiskommandos XVII an. Im Frühjahr 1945 plante diese die „Operation Radetzky“, deren Ziel es war, die Rote Armee bei der Befreiung Wiens zu unterstützen und größere Zerstörungen zu verhindern. Biedermann hätte mit seinen Truppen Schlüsselstellungen in der Stadt besetzen und die Sprengung von Brücken verhindern sollen.
Doch die für 6. April 1945 geplante „Operation Radetzky“ wurde verraten. Biedermann wurde in der Nacht vom 5. auf den 6. April 1945 verhaftet, vor ein Standgericht gestellt und zum Tode verurteilt. Am 8. April 1945 wurde Biedermann zusammen mit zwei weiteren Angehörigen des militärischen Widerstands, Hauptmann Alfred Huth und Oberleutnant Rudolf Raschke, öffentlich am Floridsdorfer Spitz in Wien gehängt. Der Wiener Chef der Sicherheitspolizei und des SD Rudolf Mildner übernahm persönlich das Kommando am Richtplatz. Durchgeführt wurde die Hinrichtung von Wiener Gestapo-Beamten unter dem Kommando von SS-Obersturmführer Franz Kleedorfer (* 1908).
Biedermann wurde am 2. August 1945 in Wien auf dem Hietzinger Friedhof in einem ehrenhalber gewidmeten Grab (Gruppe 66, Reihe 19, Nummer 5) bestattet. Im selben Grab ruhen auch Alfred Huth und Rudolf Raschke.
Bekannt geworden ist eine Fotografie, die Karl Biedermann unmittelbar nach seiner Hinrichtung zeigt. Auf der Brust des Gehenkten sind zwei Schilder mit der Aufschrift „Ich habe mit den Bolschewiken paktiert!“ angebracht.

## Ehrungen
- 1949 wurde im Gebäude des Postsparkassenamts eine Gedenktafel für ehemalige Mitarbeiter, die Opfer des Nationalsozialismus geworden waren, angebracht.[5]
- 1964 wurde am Wiener Amtshaus für den 21. Bezirk eine Gedenktafel angebracht, die an die hingerichteten Widerstandskämpfer erinnert.[6]
- 1967 wurde die Kleine Breitenseer Kaserne in Wien-Penzing nach Biedermann und seinen beiden Mitstreitern Alfred Huth und Rudolf Raschke „Biedermann-Huth-Raschke-Kaserne“ benannt.
- 1995 wurde in 21. Wiener Gemeindebezirk Floridsdorf die Karl-Biedermann-Gasse nach ihm benannt.[7]
- 2008 wurde am Floridsdorfer Platz Am Spitz ein Denkmal für die hingerichteten Widerstandskämpfer enthüllt.[8]